# Maria Kuznetsova
Maria Nikolàievna Kuznetsova (en rus: Мария Николаевна Кузнецова, Odessa, llavors Rússia, 1880 - 25 d'abril de 1966) fou una famosa cantant i ballarina russa.
Abans de la Revolució Russa, Kuznetsova fou una de les cantants més famoses de la Rússia Imperial, havent-hi treballat amb els compositors Richard Strauss, Nikolai Rimski-Kórsakov i Jules Massenet. Va treballar sovint amb el baix operístic Fiódor Xaliapin. Després d'abandonar Rússia el 1917, Kuznetsova va continuar actuant al llarg de 30 anys més a l'estranger, abans de retirar-se.

## Ascendents

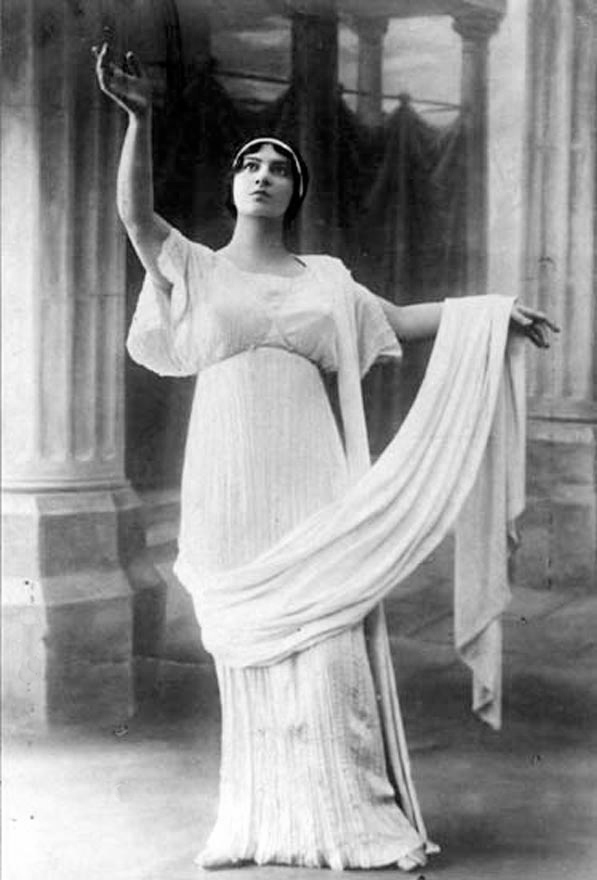
Maria Kuznetsova com a Fausta

Kuznetsova va néixer el 1880 a Odessa, filla del pintor retratista Nikolai Kuznetsov. La seva mare descendia d'una família de científics i intel·lectuals russos d'origen romanès i jueu.
La seva àvia materna, Emilia (Nevàkhovitx) Metxnikova, era filla de Lev Nevàkhovitx (1776–1831), un autor rus jueu, traductor, i fundador del moviment haskalà a Rússia. Emilia es va casar amb un oficial de la Guàrdia Imperial, Ilia Métxnikov, i va tenir dos fills; el microbiòleg, guanyador del Premi Nobel, Ilià Métxnikov i el sociòleg Lev Métxnikov.
Els tiets-avis Mikhaïl i Aleksandr Nevàkhovitx van tenir també unes carreres exitoses. Mikhaïl fou dibuixant i fundador de la primera revista satírica de Rússia, Mish-Mash. Aleksandr fou guionista i va treballar al servei dels Teatres Imperials de Sant Petersburg durant el regnat del tsar Nicolau I de Rússia.

## Inicis de carrera
Kuznetsova va estudiar inicialment ballet en Sant Petersburg, però va abandonar aquests estudis per a estudiar música amb el baríton Joachim Tartàkov. Kuznetsova fou una soprano lírica amb un cant clar i de bonica veu. Posseïa també un notable talent com a actriu. Ígor Stravinski la va descriure "molt apetible tant per mirar-la com per sentir-la".
Va debutar el 1904 al Conservatori de Sant Petersburg fent el paper de Tatiana d'Eugeni Oneguin de Txaikovskiy. El debut en un teatre va tenir lloc el 1905 al Teatre Mariïnski com a Marguérite en Faust de Charles Gounod. Una nit, poc després del seu debut al Mariïnski, es va produir una disputa en la sala d'espera del teatre entre estudiants i oficials de l'exèrcit, mentre que Kuznetsova cantava el paper d'Elsa de Lohengrin de Wagner. Abans que s'arribés al pànic pànic, Kuznetsova va interrompre la representació i ràpidament va calmar la multitud liderant a tots en una interpretació sorprenent de l'himne nacional rus Déu salvi el Tsar.
Va romandre dotze anys al Mariïnski com a solista, fins a la Revolució de 1917. Durant la seva llarga carrera, Kuznetsova va estrenar diverses òperes, incloent-hi el paper de Fevrònia en La llegenda de la ciutat invisible de Kítej de Nicolai Rimski-Kórsakov (1907), el paper principal de Cléopâtre de Jules Massenet (1914), Woglinde en la primera producció russa deDas Rheingold de Wagner i Fausta en una altra estrena d'una òpera de Massenet: Roma. Altres papers del seu repertori va ser Oksana de Les sabatilles de Txaikovski, el paper principal de Thaïs de Massenet, Violetta en La traviata de Verdi, la donzella de neu en La donzella de neu de Rimski-Kórsakov, Mimi en La bohème de Puccini, Antonida en Una vida pel Tsar de Glinka, Liudmila en Ruslan i Liudmila de Glinka i Tamara en El Dimoni d'Anton Rubinstein.
Finalment Kuznetsova va aconseguir ser ben coneguda a l'estranger. Va fer el seu debut a l'Òpera de París el 1908 i el debut al Covent Garden de Londres el 1909. Durant aquell període va interpretar Gwendoline d'Emmanuel Chabrier (1910) i Roma de Jules Massenet (1912). El gener de 1915 va fer el seu debut al Teatro Real de Madrid, cantant Tosca de Puccini. El 1916 Kuznetsova va fer el seu debut americà, als teatres d'òpera de Nova York i Chicago. A Nova York va causar una autèntica sensació actuant amb la Companyia d'Òpera de Manhattan en la primera producció americana de Cléopâtre. Es dona la circumstància de que va arribar a Nova York per a la seva primera gira pels EUA en el mateix vaixell -el Montevideo- en el qual viatjaven el compositor lleidatà Enric Granados i la seva esposa, Amparo Gal, els quals anaven a la ciutat estatunidenca per a l'estrena de l'òpera Goyescas de Granados.

## Els Ballets Russos
Poc abans del començament de la Primera Guerra Mundial, Kuznetsova va participar i ajudar al finançament de les famoses Temporades Russes de Serguei Diàguilev i els Ballets Russes, en les gires a Londres i París.

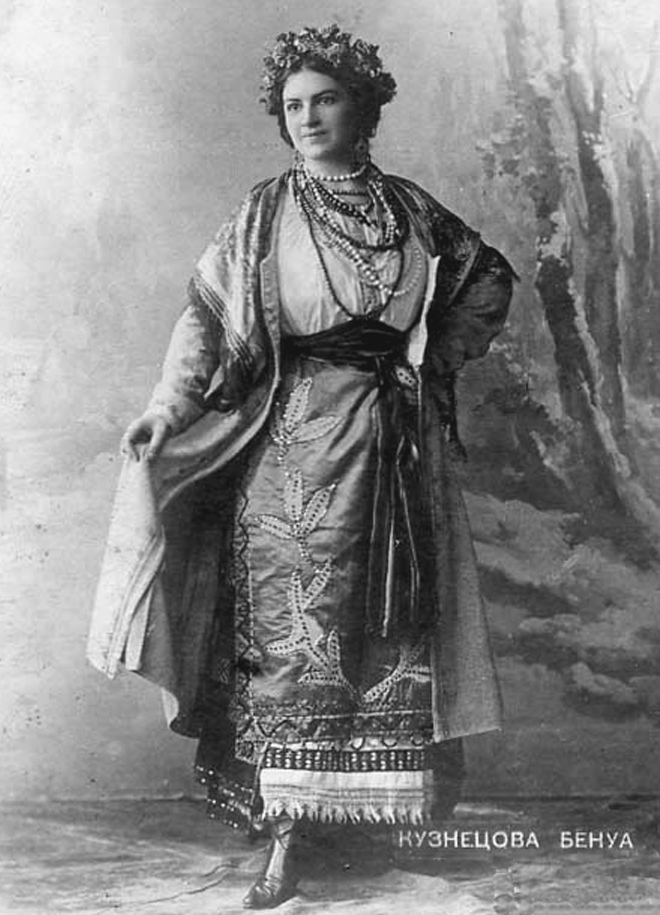
Maria Kuznetsova vestida de camperola russa

Amb l'ajuda del seu amic artista i dissenyador Léon Bakst, Kuznetsova va obtenir el paper de la dona de Potiphar al ballet de Richard Strauss La Llegenda de Josep (Josephslegende) de 1914. La producció va suposar un veritable qui és qui del món de l'art eduardià. El ballet va ser produït per Diàguilev, compost i dirigit per Strauss, amb coreografia de Mikhaïl Fokin, escenografia de Bakst i de Josep Maria Sert, amb el paper principal ballat per Léonide Massine i la direcció orquestral de Pierre Monteux.
Va ser un paper important, amb Maria ben acompanyada a l'escenari, però amb molt poc temps d'assajos. Per acabar-ho d'adobar, Strauss patia d'un mal humor permanent, perquè la seva amant, Ida Rubinstein, qui era qui havia d'haver ballat el paper de Lydia Sokolova, havia abandonat abruptament el projecte. A més, a Strauss no li agradava treballar amb músics francesos, barallant-se contínuament amb l'orquestra. Diàguilev, per la seva part, no s'havia recuperat encara de la marxa de Vàtslav Nijinski dels Ballets Russos, ocorreguda l'any anterior.
Malgrat els problemes entre bastidors i de la indignada premsa britànica, que va trobar l'obra obscena, el ballet va debutar amb èxit tant a Londres com a París, tal com informava el New York Times:
PARÍS, 14 de maig [1914] – A l'Òpera aquesta nit ha començat la temporada de ballet rus amb l'estrena de l'obra de Richard Strauss "La Llegenda de St. Joseph."...
La part de Joseph va estar excel·lentment ballada per un jove component del "Teatre d'Artistes de Moscou", Leonide Miassine, qui es va unir a la companyia de ballet de M. Diàguilev per aquest propòsit. Mme Kuznetsova ha deixat de banda el cant aquest cop per a interpretar la dona de Potiphar...
Els espectador van quedar molt complaguts.
Els elogis més importants sobre la producció feien referència al luxosos escenaris de Sert i els vestits de Bakst. Sokolova recordava el vestit de Kuznetsova com a particularment ben inspirat.
A més d'aquest debut com a ballarina, Kuznetsova va actuar com a cantant en diverses òperes aquella temporada. En una d'elles, molt remarcable, va tenir com a company al famós baix rus Fiódor Xaliapin en una producció de El príncep Ígor de Borodin, amb coreografia de Mikhaïl Fokin, escenificada a Drury Lane el 8 de juny de 1914.

## Vida a l'exili
Després de la Revolució de 1917, Kuznetsova va fugir de Rússia, disfressada de noi i amagada a bord d'un vaixell que viatjava cap a Suècia. La seva primera actuació a l'exili va tenir lloc a l'Òpera d'Estocolm el 1919.

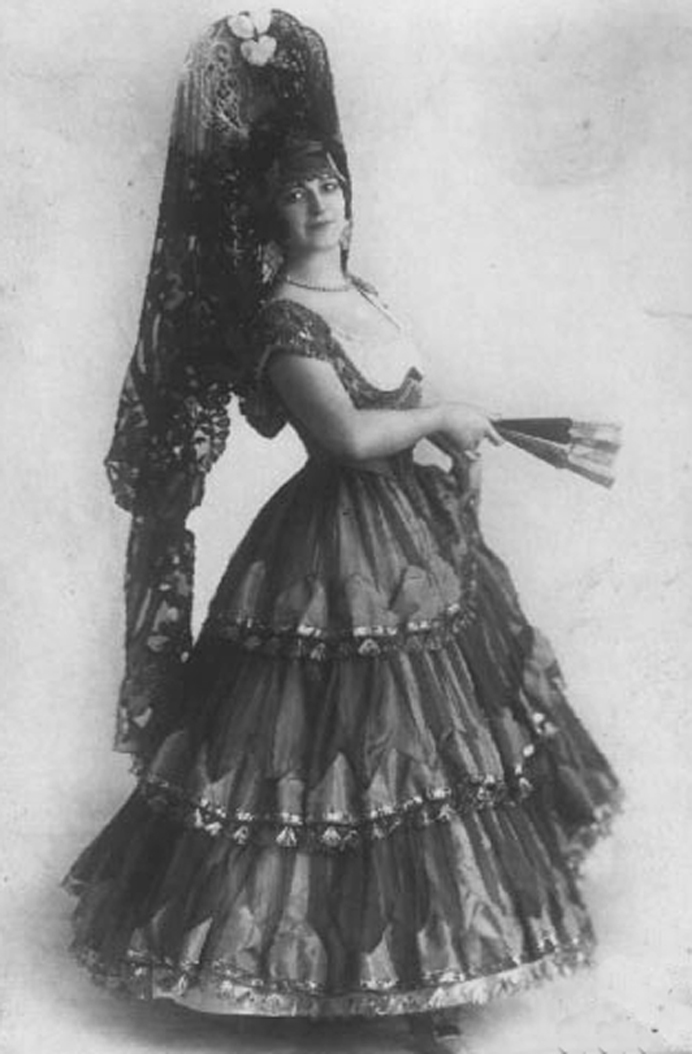
Maria Kuznetsova vestida amb roba espanyola

El mateix any va ser contractada pel teatre Gaiété-Lyrique de París, cantant juntament amb Lucien Fugère, Maria Barrientos, Lídia Lipkóvskaia, Georgette Leblanc, André Gilly, i Vanni Marcoux.
El 1920 Kuznetsova va participar en un gran un concert benèfic a l'Òpera de París juntament amb Vera Karalli i altres cantants, un concert que tenia coma objectiu el re recaptar fons d'ajuda als emigrants russos sense recursos.
Altres actuacions de Kuznetsova al llarg de la dècada del 1920 van ser d'un caire més pràctic i menys filantròpic. Va organitzar concerts privats i recitals als quals es cantava música folklòrica russa i espanyola, música gitana i òpera. En aquests recitals Kuznetsova oferia sovint balls espanyols i de flamenc després de cantar. A més d'aquestes actuacions privades, va treballar com a solista al Covent Garden de Londres, l'Òpera de Copenhaguen i a altres teatres d'òpera arreu d'Europa. Va fundar el Teatre de Miniatures amb Léon Bakst el 1922, on va actuar, per un temps molt breu.
El 23 de gener de 1924 va debutar al Gran Teatre del Liceu de Barcelona, en Faust de Charles Gounod.
El 1927, amb l'ajut del baríton ucraïnès Mikhaïl Karakaix i de la seva dona, Elisaveta Popova, i del comte Alexis Ceretelli, Kuznetsova va fundar l'Òpera Russa de París. Aquesta companyia va escenificar entre 1927 i 1933 ballets i òperes a Londres, París, al Gran Teatre del Liceu de Barcelona, a Madrid, Milà i en llocs tan llunyans com ara Buenos Aires i Japó. Kuznetsova va oferir també un concert a Xangai, el maig de 1935.
Després de 1933 Kuznetsova va actuar menys, malgrat la qual cosa el seu nom apareix en el programa d'un concurs coreogràfic celebrat a Copenhaguen organitzat per Rolf de Maré. La seva contribució a l'esdeveniment va ser descrita amb poc detall: "Cançons i balls d'Espanya, per Maria Kuznetsova i un grup de flamenc".

## Vida personal i mort
El primer marit de Kuznetsova fou Nikolai Albertovitx Benois, el fill del pintor aquarel·lista Albert Nikolaievitx Benois (1852–1936). Per aquest matrimoni, en documents de l'època el nom de la cantant apareix de vegades com a Maria Kuyznetsova-Benois.
Després de la mort de Benois, Kuznetsova es va casar amb un nebot del compositor Jules Massenet, el banquer i magnat Alfred Massenet. Alfred havia treballat per un temps a l'Imperi Rus, abans de la Revolució, com a president de la Société d'Industrie Minière de Chagali-Heliar, una empresa minera francesa de coure amb seu a Tbilisi, Geòrgia.
Kuznetsova va viure els seus últims anys de vida en la pobresa, a una habitació en un petit hotel dels Camps Elisis de París, abandonada pel seu fill, Mikhael Benois-Kuznetsov, i pels seus antics col·legues i amics. L'única companyia de Kuznetsova en aquells temps va ser la de la seva modista Olga. Kuznetsova va sobreviure donant classes de cantant i d'interpretació. Olga explicava que Fíodor Xaliapin va morir en braços de la Kuznetsova, contra els desitjos de la dona del baix rus.
Kuznetsova va morir a París el 25 d'abril de 1966.